# Кузнецова, Ирина Дмитриевна
Ирина Дмитриевна Кузнецова (род. 11 июля 1998 года; Коломна) — российская конькобежка, 6-кратная чемпионка и многократная призёр чемпионата России, 5-кратная обладатель Кубка России на отдельных дистанциях. Мастер спорта России (2015). Мастер спорта России международного класса (2021). Выступает за ЦСКА, СШОР "Комета" (Коломна) и Красноярск.

## Биография
Родилась в Коломне, где и начала кататься на коньках в возрасте 10 лет. Её учительница физкультуры в 2009 году предложила ей попробовать кататься на коньках, а когда у неё стало получаться, она предложила Ирине заниматься профессионально и привела к тренеру Алексею Владимировичу Паночину, под руководством которого тренируется в настоящее время. 
В 2012 году 13-летняя спортсменка выиграла турнир "Серебряные коньки" в сумме спринта, что стало её первым успехом. Далее были подиумы на зимних студенческих играх и региональных соревнованиях, третье место в спринтерском многоборье на молодёжном чемпионате страны и в зимней юношеской Спартакиаде в 2014 году. В марте 2015 года на VII зимних студенческих играх она стала серебряным призёром в спринте. Через год стала участвовать на Кубке мира среди юниоров, а также в 2016 и 2017 годах выигрывала серебро на чемпионате России среди юниоров в абсолютном зачёте многоборья.
В ноябре 2016 года на Кубке мира среди юниоров заняла 2-е место в командном спринте. В 2017 и 2018 годах Ирина участвовала на чемпионате мира среди юниоров, где дважды поднималась на 4-е место в командном спринте. В том же 2018-м на юниорском Кубке мира заняла два 1-х места на 500 и 1000 метров, 2-е и 3-е места в командном спринте, а следом одержала победу на 1000 метров и в командной гонке на чемпионате страны среди юниоров. В сезоне 2018/2019 впервые выиграла стала чемпионкой страны, одержав победу в командном спринте. 
В январе 2019 года дебютировала на чемпионате Европы в спринтерском многоборье и заняла 7-е место в общем зачёте. Через месяц выиграла "золото" на дистанциях 500 и 1000 метров в финале Кубка мира среди юниоров, следом на Кубке России одержала победы также в забегах на 500, 1000 метров и в командном спринте. В марте стала бронзовым призёром на чемпионате России в спринтерском многоборье. В ноябре 2019 года она выиграла чемпионат России на отдельных дистанциях в командной гонке и в командном спринте и дважды финишировала на 2-м месте на Кубке мира в командном спринте. 
В феврале 2020 года Кузнецова участвовала на VI Всероссийской зимней Универсиаде в Челябинске и выиграла "золото" на дистанциях 500, 1000 метров и в командном спринте, а также заняла 2-е место в забеге на 1500 метров.. В марте выиграла финал Кубка России в забегах на 500 и 1000 метров и на всемирных Университетских играх в Амстердаме завоевала "золото" на беге на 500 метров и "серебро" на 1000 метров.. В марте следующего года на чемпионате России в спринтерском многоборье Ирина стала серебряным призёром. 
В октябре 2021 года выиграла "золото" на чемпионате России на отдельных дистанциях в командном спринте. В сезоне 2021/2022 на Кубке мира среди юниоров в немецком Инцелле на двух этапах подряд завоевала по две золотые медали в забегах на 1000 и 1500 метров и одну золотую и серебряную на 500-метровках. В январе на этапе Кубка мира в Инсбруке также была первой на дистанциях 500 и 1000 метров. В марте на VI Всероссийской зимней Универсиаде в Челябинске вновь была лучшей в забегах на 500-метровке и тысячеметровке, второй на 1500 метров. и третьей в командном спринте.
В финале Кубка России заняла 3-е место на дистанции 500 метров, а 20 марта завоевала серебряную медаль в абсолютном зачёте на чемпионате России в спринтерском многоборье. В декабре 2022 года на чемпионате России на отдельных дистанциях 23-летняя спортсменка выиграла "бронзу" в забеге на 500 метров. В январе 2023 года Кузнецова третий год подряд заняла 2-е место в спринтерском многоборье на чемпионате страны. В сезоне 2023/2024 на чемпионате России на отдельных дистанциях выиграла золотую медаль в командном спринте и бронзовые в командной гонке и в забегах на 500 и 1000 метров.. 
В январе 2024 года на чемпионате России в спринтерском многоборье заняла 4-е место, а марте в финале Кубка России заняла 2-е место на дистанции 500 метров. В сезоне 2024/2025 на чемпионате России на отдельных дистанциях Кузнецова в очередной раз выиграла командный спринт и стала второй в командной гонке.

## Личная жизнь
Ирина Кузнецова выпускница Государственного социально-гуманитарного университета на факультете физической культуры. В 2021 году получила степень в области менеджмента в Санкт-Петербургском государственном университете промышленных технологий и дизайна.